# Eugenio Montes
Pour les articles homonymes, voir Montes.
Eugenio Montes Domínguez (Vigo, Pontevedra, 24 novembre 1900 – Madrid, 1982) est un homme politique, un humaniste et écrivain espagnol. Il écrivit en galicien et en castillan, et participa à la fondation du parti phalangiste espagnol. Son idéologie était nationaliste et corporatiste.

## Biographie
Sa famille déménagea tôt à Bande dans la province de Orense. Il passa le baccalauréat à Orense et plus tard commença à Barcelone un cursus de philosophie, de lettres et de droit qu'il termina à Madrid et à Oviedo respectivement. Il passa son doctora en philosophie et lettres avec une thèse dirigée par José Ortega y Gasset à Université centrale de Madrid.
Au début de sa carrière littéraire il s'orienta vers l'ultraïsme. À Madrid il fréquenta le Café Colonial, et rencontra Guillermo de Torre, Pedro Garfias et Gerardo Diego et publia dans les revues ultraïstes Cervantes, Grecia, Ultra, Perseo, Cosmópolis et Horizonte.
Il collabora à la revue en galicien Nós, dirigée par Vicente Risco, où il publia des poèmes dans cette langue qui unissaient l'avant-garde avec la tradition galicienne. Montes publia trois livres dans cette langue : un recueil de poèmes, Versos a tres cás o neto (1930); un livre d'histoires, O vello mariñeiro toma o sol, e outros contos (1922); y un essai, Estética da muñeira (1922). En même temps que dans Nós, il publia dans d'autres journaux et revues dans cette même langue.
Au début des années 1930, Montes décida de se consacrer exclusivement au journalisme, il fut correspondant des journaux ABC et El Debate dans diverses capitales européennes durant les années 1930.
Durant la seconde république, il collabora avec ses articles aux revues monarchistes Acción Española, inspirée de la tradition catholique espagnole, l'intégralisme lusitanien et les idées nationalistes de Charles Maurras. En 1933, il fut l'un des fondateurs de la Phalange espagnole bien que ses idées politiques eurent été plus proche du traditionalisme monarchique que du fascisme. Il accompagna José Antonio Primo de Rivera lors de ses voyages en Allemagne nazie et en Italie fasciste  (1934-1935). Il collabora avec ses articles et ses conférences à la diffusion de l'idéologie phalangiste qui diagnostiquait une critique féroce contre le libéralisme politique, tant avant que pendant la guerre d'Espagne.
Après la guerre civile, Montes continua son travail de journalisme. C'était le correspondant des journaux ABC et Arriba. Il fit également de nombreux voyages en Amérique latine pour des conférences. Il publia divers livres, articles et brefs essais : El viajero y su sombra (1940), Federico II de Sicilia y Alfonso X de Castilla (1943), Elegías europeas (1949), La estrella y la estela (1953) y Discurso a la catolicidad española (1954).
De plus, il écrivit un script qui servit à José Antonio Nieves Conde et Gonzalo Torrente Ballester pour réaliser le film Surcos, une des œuvres cinématographiques les plus représentatives du Réalisme espagnol.
En 1963, il fut nommé directeur de l'Institut d'Espagne à Rome. En 1978, il lit son discours pour intégrer l'Académie royale espagnole sur « Le romantisme des classiques ».

## œuvres

### En galicien
- Versos a tres cás o neto (Ed. Nós, La Coruña, 1930)
- O vello mariñeiro toma o sol, e outros contos (Ed. Céltiga, Ferrol, 1922)

### En castillan
- El viajero y su sombra (Madrid, Cultura Hispánica, 1940)
- Federico II de Sicilia y Alfonso X de Castilla (1943)
- Elegías europeas (Madrid, Afrodisio Aguado, 1949)